# 1886 en mathématiques
Cet article présente les faits marquants de l'année 1886 en mathématiques.

## Naissances

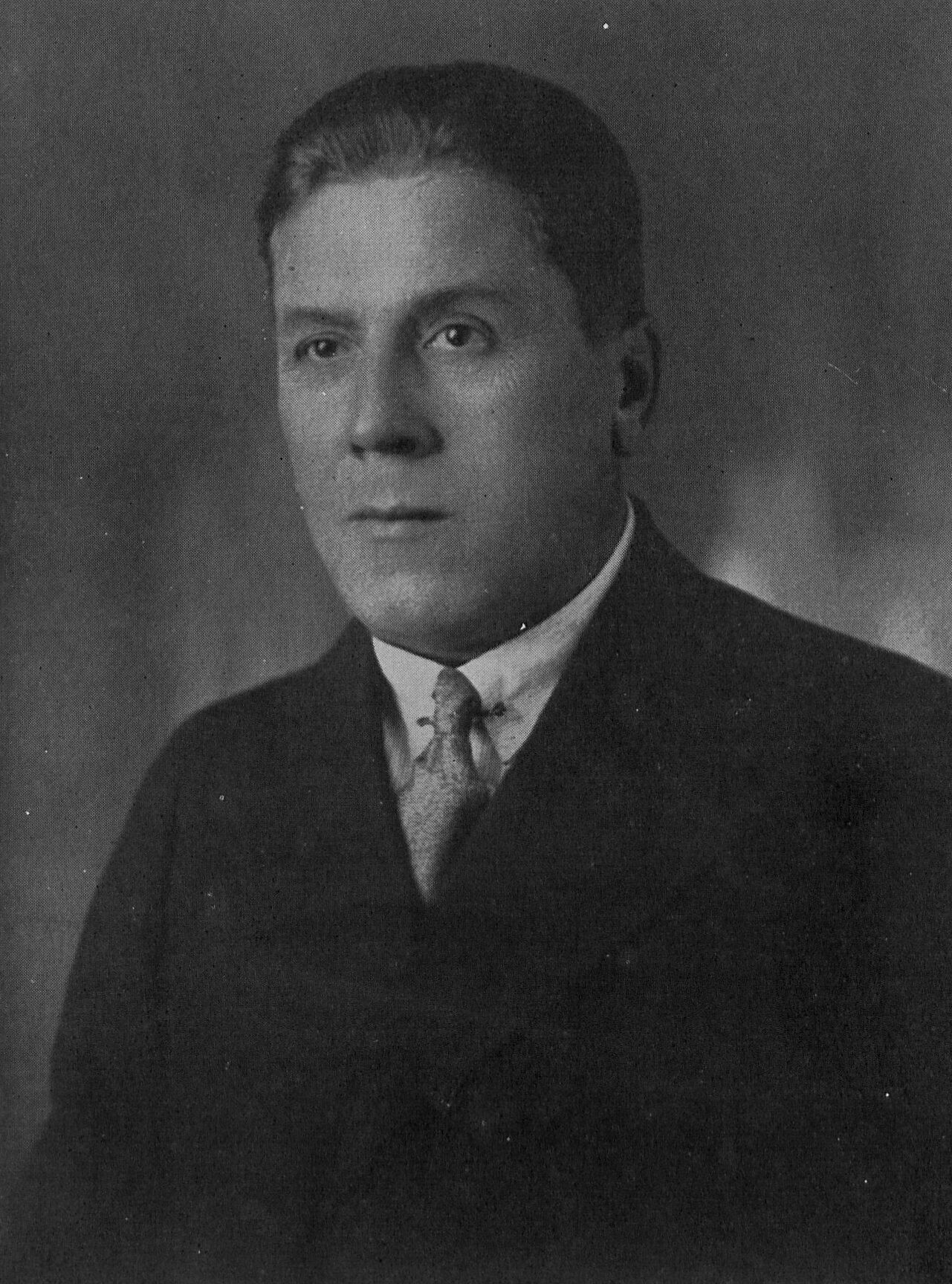
Stanisław Leśniewski

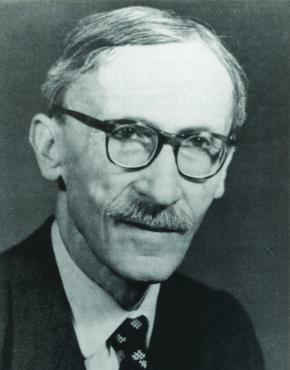
Paul Lévy

- 18 janvier : Sōichi Kakeya (mort en 1947), mathématicien japonais.
- 31 janvier : George Neville Watson (mort en 1965), mathématicien britannique.
- 10 février : Pia Nalli (morte en 1964), mathématicienne italienne.
- 30 mars : Stanisław Leśniewski (mort en 1939), mathématicien, philosophe et logicien polonais.
- 28 mai : Johannes Droste (mort en 1963), mathématicien néerlandais.
- 19 juillet : Michael Fekete (mort en 1957), mathématicien hongro-israélien.
- 15 septembre : Paul Lévy (mort en 1971), mathématicien français.
- 29 octobre : Lester Randolph Ford (mort en 1967), mathématicien américain.
- 16 novembre : Marcel Riesz (mort en 1969), mathématicien hongrois.
- 4 décembre : Ludwig Bieberbach (mort en 1982), mathématicien allemand.

- Hu Dunfu (mort en 1978), mathématicien chinois.

## Décès
- 6 janvier : Barré de Saint-Venant (né en 1797), ingénieur, physicien et mathématicien français.
- 14 juin : Jules Hoüel (né en 1823), mathématicien français.
- 2 juillet : Ettore Caporali (né en 1855), mathématicien italien.
- 14 août : Edmond Laguerre (né en 1834), mathématicien français.
- 26 décembre : Theodor von Oppolzer (né en 1841), mathématicien et astronome autrichien.